# 長柄駅 (大阪府)
長柄駅（ながらえき）は、かつて大阪府大阪市北区の新京阪鉄道→京阪電気鉄道→京阪神急行電鉄新京阪線（現在の阪急千里線）上にあった駅（廃駅）である。

## 概要
新京阪鉄道が北大阪電気鉄道の敷設した十三駅 - 千里山駅間の路線に加え、淡路駅 - 天神橋駅（後の天神橋筋六丁目、通称：天六）間を開業させた際、柴島駅とともに中間駅として設置された駅である。
駅は新淀川橋梁のすぐ南側に設けられた。なお、千里線は大阪市営地下鉄堺筋線との直通運転を実施する1969年（昭和44年）まで新淀川橋梁から天神橋駅の間が関西初の高架線となっており、この長柄駅は天神橋駅とともに関西初の高架駅となった。
1944年（昭和19年）、天神橋駅に近いことから不要不急の駅として廃止された。プラットホームはその後、空襲によって焼失している。

## 歴史
- 1925年（大正14年）10月15日：新京阪鉄道天神橋（後の天神橋筋六丁目駅） - 淡路間の開業時に開設。
- 1930年（昭和5年）9月15日：新京阪鉄道が親会社の京阪電気鉄道に統合、同社線の駅となる。
- 1943年（昭和18年）10月1日：京阪電気鉄道が阪神急行電鉄と合併して京阪神急行電鉄となり、同社線の駅となる。
- 1944年（昭和19年）2月1日：廃駅。

## 駅構造
相対式ホーム2面2線を有する高架駅であった。

## 駅周辺
- 大阪市電長柄橋電停
- 長柄橋
- 大阪天神橋八郵便局

## 隣の駅
京阪神急行電鉄
新京阪線
天神橋駅 - 長柄駅 - 柴島駅